# 11 Андромеды
11 Андромеды (лат. 11 Andromedae, HD 219945) — одиночная звезда в созвездии Андромеды на расстоянии приблизительно 283 световых лет (около 87 парсеков) от Солнца. Видимая звёздная величина звезды — +5,44m.

## Характеристики
11 Андромеды — оранжевый гигант спектрального класса K0III. Масса — около 2,57 солнечных, радиус — около 12 солнечных, светимость — около 62,86 солнечных. Эффективная температура — около 4874 K.